# David Brin
Pour les articles homonymes, voir Brin.
 (décembre 2019).
Si vous disposez d'ouvrages ou d'articles de référence ou si vous connaissez des sites web de qualité traitant du thème abordé ici, merci de compléter l'article en donnant les références utiles à sa vérifiabilité et en les liant à la section « Notes et références ».
Œuvres principales
- Cycle de l'Élévation
- Le Facteur

Glen David Brin, né le 6 octobre 1950 à Glendale en Californie, est un auteur américain de science-fiction classé parmi les auteurs de hard science fiction ou d'anticipation scientifique.

## Biographie
David Brin est né à Glendale, en Californie. Il est le fils du journaliste et poète d'origine juive polonaise Herb Brin (1915-2003). 
En 1973, il sort diplômé en astronomie de l'institut de technologie de Californie (California Institute of Technology). Il obtient ensuite un master en physique appliquée (1978), et un doctorat en astrophysique (1981), qu'il présente à l'université de Californie à San Diego.
Il est lauréat des prix Hugo, Locus et Nebula. Il a travaillé comme consultant pour la NASA et comme professeur de physique.
Il vit actuellement dans le sud de la Californie.

## Œuvres

### Cycle de l’Élévation
Ce cycle présente une vue particulière du développement intellectuel des espèces cognitives et a notamment valu à son auteur les prix Hugo et Nebula.
1. Jusqu'au cœur du soleil, OPTA, 1985 ((en) Sundiver, 1980)
2. Marée stellaire, 1986 ((en) Startide Rising, J'ai lu no 1981, 1983)
3. Élévation, 1989 ((en) The Uplift War, 1987)Roman également paru en deux tomes sous les titres Élévation 1 et Élévation 2 — J'ai lu no 2252 et 2253
4. (en) Brightness Reef, 1995
  1. Le Monde de l'exil, J'ai lu no 4457, 1997
  2. Le Monde de l'oubli, J'ai lu no 4458, 1998
5. (en) Infinity's Shore, 1996
  1. Le Chemin des bannis, J'ai lu no 4857, 1998  (ISBN 2-290-04857-7)
  2. Les Rives de l'infini, J'ai lu no 4858, 1998  (ISBN 2-290-04858-5)
6. Le Grand Défi, 1998 ((en) Heaven's Reach, 1998)  (ISBN 2-290-05368-6)

Note : les cinq derniers romans sont regroupés en France sous le titre Rédemption.

### Romans indépendants
- (en) The Practice Effect, 1984
- Le Facteur, J'ai lu no 2261, 1987 ((en) The Postman, 1985)  (ISBN 2-277-22261-5)Roman adapté au cinéma par Kevin Costner sous le titre Postman
- Au cœur de la comète, 1987 ((en) Heart of the Comet, 1986)  (ISBN 2-221-05166-1)Écrit avec Gregory Benford.
- Terre, Pocket, 1992 ((en) Earth, 1990)Roman paru en deux tomes sous les titres La Chose au cœur du monde (ISBN 2-266-04039-1) et Message de l’univers (ISBN 2-266-04982-8)
- La Jeune Fille et les Clones, Pocket, 1997 ((en) Glory Season, 1993)  (ISBN 2-266-08011-3)Réédité sous le titre Saison de gloire, Milady, 2016 (ISBN 978-2-8112-1780-8)
- Le Triomphe de Fondation, Presses de la Cité, 2000 ((en) Foundation's Triumph, 1999)  (ISBN 2-258-05321-8)Tome 3 d’une trilogie inspirée du Cycle de Fondation d’Isaac Asimov et dont les deux premiers tomes ont été écrits par Gregory Benford et Greg Bear
- Le Peuple d'argile, Presses de la Cité, 2004 ((en) Kiln People, 2002)  (ISBN 2-258-06142-3)
- Existence, Bragelonne, 2016 ((en) Existence, 2012)  (ISBN 979-1028101121)

### Nouvelles traduites en français
- Ce qui continue... et ce qui échoue, 2021 ((en) What Continues, What Fails..., 1991), trad. Sylvie DenisPubliée dans la revue Galaxies no 70

### Autres
- Tribes, 1998 : un jeu de plateau créé avec Steve Jackson et édité chez Steve Jackson Games, non traduit en français.
- Ecco the Dolphin : Defender of the Future, 2000 : un jeu édité par Sega, sorti sur Dreamcast et PlayStation 2 et pour lequel David Brin a écrit la storyline, le scénario et l'introduction[2].